# 973
Năm 973 là một năm trong lịch Julius.